# Benigno Condori Chuchi
Benigno Condori Chuchi OFM (ur. 22 marca 1971 w Crucero) – peruwiański duchowny rzymskokatolicki, biskup-prałat Ayaviri od 2025.

## Życiorys
Święcenia kapłańskie otrzymał 9 września 2000 w zakonie franciszkanów. Po święceniach został prowincjalnym animatorem powołań. W latach 2003–2005 pełnił funkcję krajowego asystenta Franciszkańskiego Zakonu Świeckich oraz Młodzieży Franciszkańskiej. W kolejnych latach pracował jako proboszcz zakonnych parafii w Cuzco i w Tacna. W 2019 objął funkcję definitora i sekretarza prowincji, a rok później został proboszczem parafii św. Antoniego Padewskiego w Puno.
4 października 2024 papież Franciszek mianował go ordynariuszem prałatury terytorialnej Ayaviri. Sakry udzielił mu 6 stycznia 2025 biskup Jorge Pedro Carrión Pavlich.